# Obština Ajtos
Obština Ajtos (bulharsky Община Айтос) je bulharská jednotka územní samosprávy v Burgaské oblasti. Leží ve východním Bulharsku, její severní část na jižních svazích východních výběžků Staré planiny, jižní část v Ajtoské kotlině, nejvýchodnější ze Zabalkánských kotlin. Sídlem obštiny je město Ajtos, kromě něj zahrnuje obština 16 vesnic. Žije zde téměř 30 tisíc stálých obyvatel.

## Sídla
Všechna sídla v obštině jsou samosprávná.
| - Ajtos (sídlo správy) - Černa Mogila - Černograd - Čukarka - Drjankovec - Karageorgievo | - Karanovo - Ljaskovo - Măglen - Malka Poljana - Peštersko - Pirne | - Poljanovo - Raklinovo - Sădievo - Topolica - Zeťovo |

## Sousední obštiny
| Růžice kompasu |          | Ruen          |         | Růžice kompasu |
| Růžice kompasu | Karnobat | Sever         | Pomorie | Růžice kompasu |
| Růžice kompasu | Karnobat | Obština Ajtos | Pomorie | Růžice kompasu |
| Růžice kompasu | Karnobat | Jih           | Pomorie | Růžice kompasu |
| Růžice kompasu |          | Kameno        | Burgas  | Růžice kompasu |

## Obyvatelstvo
V obštině žije 29 662 stálých obyvatel a včetně přechodně hlášených obyvatel 35 658. Podle sčítáni 1. února 2011 bylo národnostní složení následující:
- Bulhaři: 13 847 (53.2 %)
- Turci: 8 766 (33.7 %)
- Romové: 3 101 (11.9 %)
- ostatní: 300 (1.2 %)